# Mikhail Igolnikov
Mikhail Igolnikov, né le 15 octobre 1996 à Touapsé, est un judoka russe en activité évoluant dans la catégorie des moins de 90 kg (poids moyens). Il a remporté la médaille d'or des championnats d'Europe 2018 et des championnats d'Europe 2020 dans sa catégorie.

## Palmarès

### Moins de 81 kg
| Année | Compétition                    | Lieu   | Résultat |
| ----- | ------------------------------ | ------ | -------- |
| 2014  | Jeux olympiques de la jeunesse | Nankin | 1er      |

### Moins de 90 kg
| Année | Compétition                        | Lieu       | Résultat |
| ----- | ---------------------------------- | ---------- | -------- |
| 2017  | Tournoi Grand Prix de Tbilissi     | Tbilissi   | 2e       |
| 2018  | Tournoi Grand Chelem de Düsseldorf | Düsseldorf | 1er      |
| 2018  | Tournoi Grand Chelem d'Abou Dabi   | Abou Dabi  | 1er      |
| 2018  | Masters mondial de judo            | Canton     | 3e       |
| 2018  | Championnats d'Europe              | Tel Aviv   | 1er      |
| 2019  | Jeux mondiaux militaires           | Wuhan      | 1er      |
| 2019  | Tournoi Grand Chelem de Düsseldorf | Düsseldorf | 3e       |
| 2020  | Tournoi Grand Chelem de Budapest   | Budapest   | 1er      |
| 2020  | Championnats d'Europe              | Prague     | 1er      |
| 2021  | Championnats d'Europe              | Lisbonne   | 3e       |

### Par équipes
| Année | Compétition                                 | Lieu   | Résultat |
| ----- | ------------------------------------------- | ------ | -------- |
| 2014  | Jeux olympiques de la jeunesse (épr. mixte) | Nankin | 1er      |
| 2018  | Championnats du monde (épr. mixte)          | Bakou  | 3e       |
| 2019  | Championnats du monde (épr. mixte)          | Tokyo  | 3e       |
| 2019  | Jeux mondiaux militaires                    | Wuhan  | 1er      |